# SV ATUS Ferndorf
Der SV ATUS Ferndorf, ist ein Fußballverein aus der Kärntner Gemeinde Ferndorf. Der Verein gehört dem Kärntner Fußballverband (KFV) an und spielte zuletzt bis 2022 in der 2. Klasse, der siebthöchsten und somit niedrigsten Spielklasse. Als WSG Ferndorf erlebte der Verein zwischen 1955 und 1971 seine erfolgreichste Zeit.

## Geschichte
Der SV ATUS Ferndorf wurde 1949 als WSG Ferndorf gegründet. Der Verein war bereits kurz nach seiner Gründung einer der erfolgreichsten Vereine Kärntens: 1955/56 wurde man erstmals Meister der Landesliga, der höchsten Spielklasse Kärntens. Dadurch nahm man ab 1956 an der Tauernliga Süd, einer von vier zweitklassigen Ligen, teil. 1959 wurde die Liga aufgelöst und Ferndorf musste zurück in die Landesliga. Bereits 1961 wurde die WSG allerdings ein zweites Mal Kärntner Meister und stieg somit in die neue Regionalliga Mitte auf.
In der Regionalliga hielt man sich aber nur eine Spielzeit lang, 1962 stieg man wieder in die Landesliga ab. Direkt nach dem Wiederabstieg sicherte man sich aber den dritten Meistertitel und stieg somit direkt wieder in die Regionalliga auf. In der Regionalliga hielt Ferndorf sich abermals nur eine Spielzeit und stieg 1964 wieder in die Landesliga ab. Nach zwei Spielzeiten folgte 1966 Meistertitel Nummer vier und somit stieg der Verein erneut in die Regionalliga auf. Wie bei dem letzten Aufstieg stieg der Verein jedoch direkt wieder ab.
Diesmal sollte es bis 1971 dauern, ehe Ferndorf sich den fünften und bis heute letzten Kärntner Meistertitel sicherte. Auch diesmal stieg man nach einer Saison in der Regionalliga wieder ab, 1971/72 nahm man zudem erstmals am ÖFB-Cup teil, in dem man jedoch in der ersten Runden am Nationalligisten DSV Alpine scheiterte. Damit waren auch die Ferndorfer Glanzzeiten vorbei, weder in den Cup noch in die Regionalliga kam man bis dato noch einmal.
Später wurde der Ferndorfer Werksverein auch von der Gemeindesportförderung übernommen und zum SV ATUS Ferndorf. Ferndorf stieg auch aus der Landesliga ab und rutschte nach und nach im Kärntner Fußball hinab, ehe man sich in der 2. Klasse und somit der niedrigsten Spielklasse wiederfand. In dieser spielte der Verein bis 2012, ehe man die Kampfmannschaft vom Spielbetrieb zurückzog. Für die Spielzeit 2013/14 wurde der Verein schließlich wieder angemeldet für die 2. Klasse, in der man in den folgenden neun Jahren spielte. Nach der Saison 2021/22 stellte die Mannschaft den Spielbetrieb ein.